# Mary, reine d'Écosse
Pour les articles homonymes, voir Marie Stuart, reine d'Écosse.
Pour plus de détails, voir Fiche technique et Distribution.
Mary, reine d'Écosse (Mary, Queen of Scots), ou Marie, reine d'Écosse au Québec, est un film dramatique historique helvético-français coécrit et réalisé par Thomas Imbach, sorti en 2013.

## Synopsis
La vie et la mort de Marie Stuart (1542-1587), reine d'Écosse et reine de France.

## Fiche technique
- Titre original : Mary, Queen of Scots
- Réalisation : Thomas Imbach
- Scénario : Thomas Imbach, Andrea Štaka et Eduard Habsburg, d'après la biographie Marie Stuart de Stefan Zweig
- Musique : Sofia Goubaïdoulina
  - Générique de fin : Bob Dylan Changing of the Guards
- Photographie : Rainer Klausmann
- Costumes : Rudolf Jost
- Montage : Tom La Belle
- Décors : Gerald Damovsky
- Mixage : Hugo Poletti
- Son : Peter Braeker
- Production : Andrea Štaka, Thomas Imbach
  - Production déléguée : Udo Happel, Florian Nussbaumer
  - Production exécutive : Émilie Blézat, Sibylle Sarah Imbach
- Sociétés de production : Okofilm Productions, Samson Films et Sciapode
- Sociétés de distribution : Pathé (Suisse), K-Films Amérique (Québec), Condor Entertainment (France)
- Budget :
- Pays de production :  Suisse/ France
- Langues originales : anglais et français
- Format : couleur - 35mm - 2,35:1 -  son Dolby numérique
- Genre : drame, historique et biopic
- Durée : 120 minutes
- Dates de sortie :
  - Suisse : Festival international du film de Locarno 2013 (7 au 17 août 2013)
  - France : 12 novembre 2014
  - Québec : 27 mars 2015

## Distribution
- Camille Rutherford : Mary
- Mehdi Dehbi : Rizzo
- Sean Biggerstaff : Bothwell
- Aneurin Barnard : Darnley
- Edward Hogg : Moray
- Tony Curran : Knox
- Clive Russell : Douglas
- Ian Hanmore : Ruthven
- Bruno Todeschini : Du Croc
- Sylvain Levitte : François II
- Roxane Duran : Mary Seton
- Pénélope Leveque : Mary Livingston
- Zoé Schellenberg : Mary Braton
- Gaia Weiss : Mary Fleming
- Joana Preiss : Marie de Guise

- Martyn Jaques : voix off
- Alain Zaepffel : Cardinal
- Stephan Eicher : Henri II de France

## Distinctions

### Nominations et sélections
- AFI Fest 2013
- Festival international du film de Locarno 2013 : sélection officielle
- Festival international du film de Toronto 2013 : sélection « Special Presentations »

## Critiques
« C'est là tout le projet de Thomas Imbach : faire ressentir la subjectivité de son personnage, ce qu'elle voit, ce qu'elle entend, ce qu'elle perçoit, ce qu'elle aime, ce qu'elle craint, ses déambulations dans la lande comme ses visions lumineuses ou enfumées, ce qui l'aveugle comme ce qui l'éclaire. Comme s'il avait pu confier à Marie Stuart elle-même une petite caméra subjective en plein cœur du XVIe siècle. » l'Histoire, Antoine de Baecque
« Film âpre et intransigeant, comme son héroïne, Mary Queen of Scots prend le risque de ne pas séduire. Il produit tout le contraire. » Critikat
« Absolument magnifique dans le rôle de Marie Stuart, elle succède dignement à une lignée d’actrices prestigieuses (Katharine Hepburn, Vanessa Redgrave) qui tinrent le rôle complexe de la souveraine écossaise à l’écran. » LeMonde, Sandrine Marques